# Lee Cooper
Lee Cooper je značka britské oděvní společnosti působící po celém světě. Poskytuje licenci na prodej značkových předmětů Lee Cooper, včetně své hlavní komodity, džín (denim). Hlavní sídlo se nachází v Londýně v Anglii. Firma původně vyráběla pracovní oděvy pro export, ale v roce 1930 se začala specializovat i na džínové bundy a kalhoty.
V roce 2013 odkoupila firmu Lee Cooper od společnosti Sun Capital Partners společnost Iconix Brand Group, která vlastní diverzifikované portfolio módních značek včetně značky Umbro, Marc Ecko a Rocawear.

## Historie

### Počátky společnosti
V roce 1908 Morris Cooper (1880 - 1940) založil výrobu pracovních oděvů, Morris Cooper factory, která se později změnila na Lee Cooper. Spoluzakladatelem byl jeho přítel Louis Maister, který do Londýna přijel ze svého rodného města v Litvě (později část Ruského impéria). Maister předtím trávil také nějaký čas v Jihoafrické republice. Pod názvem M. Cooper (Overalls) Ltd., započali výrobu oděvů v londýnském East Endu v opotřebovaných prostorách na 94-96 Middlesex Street pro potřeby trhu v Jižní Africe.
S příchodem první světové války změnila společnost svou výrobu z pracovního oblečení na vojenské uniformy a batohy pro britskou armádu a v té době zaměstnávala již více než 600 pracovníků. Díky výrobě uniforem pro britskou armádu prokázal Lee Cooper pevnost a odolnost svých výrobků s dlouhou životností. V roce 1937 otevřela firma ve Stratfordu novou továrnu na výrobu džínoviny a do konce roku pak ohlásila zisk ve výši 1000 £. Vypuknutí druhé světové války v roce 1939 vedlo Morrise Coopera k rozhodnutí rozdělit svůj podnik na dvě části. Na Morrise Coopera se totiž po vyhlášení války Německu obrátil Britský válečný úřad, který objednal tisíc denimových odolných obleků. Od této chvíle se stává společnost oficiálním dodavatelem uniforem, bojových maskáčů a letových kombinéz pro Britskou armádu, zatímco druhá část firmy se stále zabývá výrobou pracovního oblečení. Firma M. Cooper (Overalls) se nakonec stává jedním z největších dodavatelů ozbrojených sil Jeho Veličenstva.

### Poválečná výroba
V roce 1940 Morris Cooper zemřel a podnik po svém návratu z aktivní služby v RAF převzal jeho syn, Harold Cooper. Ten se pustil do modernizace společnosti a s využitím reklamy stavící na jeho válečných úspěších převedl pozornost zpět k výrobkům určeným i na běžné nošení a využil mimo jiné i zavedeného přídělového systému oblečení s cílem zvýšit konkurenceschopnost. Pracovní oblečení Lee Cooper posílilo reputaci značky jako výrobce odolného kvalitního pracovního oblečení a svým obratem zaplnilo 80% trhu Velké Británie. Jako součást této strategie bylo společnosti přidáno do názvu nové jméno, které Harold zvolil dle příjmení své manželky (Leigh) a tímto spojením vzniklo "Lee Cooper".
V roce 1952 se rozrostl sortiment pro ženy a Lee Cooper uvedl dámské džíny. Jelikož firma přichází s předním zipem u dámských džínů, šokovaná veřejnost je hlasitě slyšet. V roce 1954 také uvádí svou první kolekci oblečení pro děti. Od roku 1955 se dále rozvíjí a stává se prémiovou značkou v Británii, přičemž otevírá další výrobní závod v Holandsku. Navrhuje i několik originálních střihů pro muže a ženy, uvádí džíny a kalhoty s puky jako dvě oddělené výrobkové řady a v roce 1960 přináší kostkované kalhoty s puky. Značka také začíná vyrábět džíny pro firmu Wrangler. Do poloviny šedesátých let přichází i s PVC džínami, které vyvolají velký rozruch na londýnské Carnaby Street a v roce 1966 zavádí také úzké džíny. Od roku 1967 vyrábí i trička a s nástupem subkultury Hippies také barevné a zdobené džíny.
Džíny Lee Cooper byly v padesátých a šedesátých letech přijaty jako součást stylu mládežnickou subkulturou a Harold Cooper vydělával právě na tom, že podporoval populární kapely a osobnosti jako byly Rolling Stones jimž organizoval turné, Serge Gainsbourg, Jane Birkinová, později i UB 40 nebo Rod Stewart  Mimo to uvedl sérii odvážných reklamních kampaní přičemž některé z nich obsahovali i jména fiktivních návrhářů jako je italská "Alfredo Angelous". To vše s cílem odvolat se k tehdy populárním subkulturám jako byly například Mods, kteří upřednostňovali kontinentální styl.
Na počátku sedmdesátých let přichází Lee Cooper s minisukněmi a opět vyvolává rozruch s jejich zkrácenými a posléze zase prodlouženými variantami. Později uvádí i kraťasy, semišové pánské kalhoty, safari komplety a v neposlední řadě také s prvními zvonovými kalhotami. V polovině sedmdesátých let firma opět rozšiřuje výrobu otevřením továren v Irsku, Francii a Tunisku. Tyto provozy pak do poloviny osmdesátých let vyráběli 40-45 tisíc oděvů týdně. Během této doby vzrostl roční obrat na více než 100 milionů £. V době vlny disco kultury a poté punku v sedmdesátých letech sleduje firma trh a obratně reaguje na jeho požadavky a to znovuzavedením manšestrové látky v různých barevných variacích a také sepraných džín pro punkovou subkulturu. V osmdesátých letech pokračuje firma jako jedna z nejznámějších výrobců oblečení z denimové látky, zavádí džíny se šňůrkami (tzv. „jogging jean“), neprané džíny, „otrhané“ džíny nebo „plísňové“ džíny. Sponzoruje nadále rockové hvězdy a byla také jedním z hlavních sponzorů Mistrovství Evropy ve fotbale 1984 ve Francii. V roce 1989 přichází společnost také s první kolekcí své vlastní obuvi.
V roce 1989 rodina Cooperů prodává svůj většinový podíl v podniku. Do té doby se značka Lee Cooper stala "životním stylem" mnoha lidí.
V roce 1992 se kvůli vysoké poptávce stěhuje veškerá výroba do moderního závodu v Tunisku. Firma i nadále vychází vstříc módním trendům a zavádí první volné džíny s pěti kapsami (kolekce „3 by 1“) se kterými slaví velký úspěch. V roce 2000 je pak uznána jako jedna z nejlepších autentických evropských denimových značek a následně rok nato vytvářejí novou řadu Aqua denim, moderní, vodě odolnou džínovou řadu.
V roce 2007 vytvořil francouzský návrhář Jean-Charles de Castelbajac pro značku Lee Cooper kolekci pojmenovanou JCDC Denim. Kolekce čerpá inspiraci z Britských rokových ikon šedesátých let a rok na to vydává firma kolekci oblečení inspirovanou skupinou The Beatles.
Značka Lee Cooper dodnes (2017) spolupracuje s významnými módními návrháři i různými umělci a dodává denimové oblečení britským olympionikům i para-olympionikům.
V roce 2008 oslavila své sté výročí od založení. Firma nadále působí ve více než stech zemích po celém světě.